# Kepler-42d

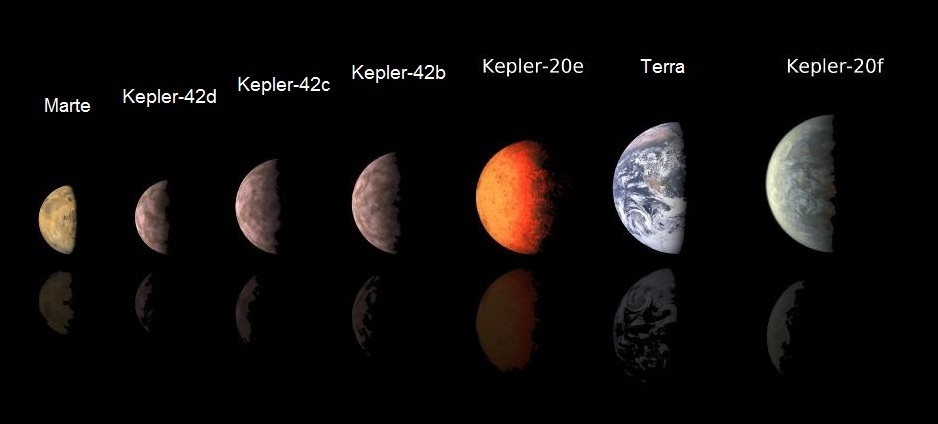
Comparação dos tamanhos de Marte, Kepler-42d, Kepler-42c, Kepler-42b, Kepler-20e, Terra e Kepler-20f.

Kepler-42d, anteriormente designado de KOI-961.03 e KOI-961 d, é um exoplaneta que orbita em torno de Kepler-42 (anteriormente conhecida como KOI-961) uma estrela localizada a cerca de 126 anos-luz (38,7 pc) de distância a partir do Sistema Solar, na constelação de Cygnus. O sistema tem pelo menos três planetas com tamanhos entre os de Marte e Vênus, e a estrela central é uma anã vermelha. Os planetas foram detectados em 11 de janeiro de 2012 usando o método de trânsito através do telescópio espacial Kepler.
Kepler-42d seria um planeta com um raio de 0,57 vezes ao da Terra, ele leva menos de 1,07 dias para completar uma órbita e estar a cerca de 0,015 UA de distância da sua estrela-mãe a uma temperatura média de aproximadamente 175 °C.